# Лебідь Микола Іванович
Лебідь Микола Іванович (нар. 27 липня 1919, Козаче, Полтавська область — пом. 1968, Київ) — український геодезист, доцент Київського університету.

## Біографія
Народився 27 липня 1919 року в селі Козаче, тепер Чутівського району Полтавської області. Закінчив у 1947 році геодезичний факультет Харківського гірничо-індустріального інституту. З 1948 року викладач Полтавського технікуму землеустрою. У 1949–1953 роках працював начальником топогеодезичної партії Українського відділення Союзмаркштресту. У 1954–1956 роках радник посла СРСР у КНР з топографічних, астрономічних та аерофотозйомочних робіт. У 1956–1957 роках начальник виробничого відділу Союзмаркштресту. У 1957–1964 роках старший інженер з топогеодезичних і маркшейдерських робіт Головного управління геології і охорони надр при Раді міністрів УРСР. У 1964–1968 роках викладач, з 1966 року доцент кафедри геодезії та картографії Київського університету. Підготував до захисту кандидатську дисертацію за матеріалами великомасштабних топографічних знімань, але раптово помер. Працював над проблемами великомасштабної топографічної зйомки. Розробив і написав декілька офіційних технічних документів, які регламентували проведення низки топографічних і геодезичних робіт.

## Наукові праці
Автор 18 наукових праць з топографії та геодезії. Основні праці:
1. Основные положения о государственной геодезической сети Китайской Народной Республики. — Пекин, 1955 (у співавторстві).
2. Инструкция по крупномасштабной съемке масштабов 1:5 000, 1:2 000, 1:1 000 и 1:500. — Пекин, 1956 (у співавторстві).
3. (рос.) Положение о порядке технического контроля и приемке аэротопогеодезических и маркшейдерских работ в экспедициях и геологических трестах Главгеологии Украинской ССР. — К., 1958 (у співавторстві).
4. (рос.) Инструкция по производству топографогеодезических работ при геологических разведках. — К., 1960 (у співавторстві).